# Queens of the Stone Age
I Queens of the Stone Age sono un gruppo musicale statunitense formatosi nel 1996 in seguito allo scioglimento dei Kyuss, band cardine e vero fulcro attorno a cui è nato e si è sviluppato il cosiddetto stoner rock.
I Queens of the Stone Age erano stati originariamente formati con il nome "Gamma Ray" dal chitarrista Josh Homme, assieme al batterista Alfredo Hernandez. Lo stesso Homme ha descritto lo stile della band come robot rock, nome che vuole dare l'idea della continua ripetizione di riff che lo caratterizzano.

## Storia del gruppo

### Gli inizi (1996-1999)
Dopo lo scioglimento dei Kyuss, nel 1995 Josh Homme si trasferì a Seattle e si unì agli Screaming Trees durante il loro tour. In questa città e grazie alle sue amicizie, Homme iniziò a sviluppare collaborazioni con vari musicisti di quella scena, come lo stesso bassista degli Screaming Trees Van Conner, il batterista dei Soundgarden Matt Cameron ed il bassista dei Dinosaur Jr. Mike Johnson. Iniziò quindi a registrare una serie di 7", originariamente con il nome Gamma Ray. Nel 1997 Homme cambiò il nome con l'attuale dato che l'omonima band tedesca minacciava di fargli causa. Come dissero sia Homme che l'ex bassista Nick Oliveri, il nome Queens of the Stone Age, in italiano Regine dell'Età della Pietra, nacque durante una sessione di registrazione con i Kyuss nel 1992, quando il produttore Chris Goss scherzando disse loro: ragazzi, voi siete come le regine dell'età della pietra.
Il loro album di debutto, Queens of the Stone Age, fu registrato solo da Josh Homme e Alfredo Hernandez, con alcuni contributi di Chris Goss e Patrick Hutchinson, e pubblicato nell'autunno del 1998. A seguito dell'uscita dell'album, il bassista Nick Oliveri lasciò la band con la quale stava suonando in quel periodo, i Dwarves, e si unì a Homme ed Hernandez. Poco tempo dopo anche il chitarrista Dave Catching entrò nella formazione e la band iniziò la tournée per la promozione dell'album.
Oltre all'attività di promozione dell'album, Josh Homme approfittò dei rari momenti di pausa per dare il via ad una lunga serie di registrazioni divise in volumi, The Desert Sessions. Nel corso degli anni, partecipano a questa iniziativa molti musicisti della scena di Seattle ed esponenti del rock alternativo in genere, come ex membri dei Soundgarden, componenti dei Fu Manchu e dei Monster Magnet.

### Scalata al successo (2000-2004)
Nei due anni seguenti alla pubblicazione del loro primo album, la formazione cambiò, cosa che avverrà spesso anche successivamente, mantenendo comunque Homme come membro fisso.
Nel 2000 pubblicarono il loro secondo album, Rated R, che ospitò un cast di musicisti molto vario che faceva parte del giro di amicizie di Homme e Oliveri. Tra gli altri si possono citare i batteristi Nick Lucero e Gene Trautmann, i chitarristi Dave Catching, Brendon McNichol, e anche il produttore Chris Goss, nonché il cantante dei Judas Priest Rob Halford che, dato che si trovava a registrare nello stesso studio, fu invitato da Homme e il cui contributo è presente nel pezzo Feel Good Hit of the Summer. L'album ricevette numerose recensioni positive, ma non ebbe un riscontro di vendite tale da definirlo un successo commerciale, nonostante la band abbia fatto da supporto a gruppi come i Foo Fighters, le Hole, ed abbia partecipato all'edizione del 2000 dell'Ozzfest.
Nel 2001 la band partecipò al festival Rock in Rio in Brasile, dove Nick Oliveri verrà arrestato dopo la loro esibizione per aver suonato sul palco completamente nudo. Le molte date effettuate per la promozione del disco permisero alla band di guadagnare un buon seguito, e l'ex batterista dei Nirvana Dave Grohl, si unì a loro tra la fine del 2001 e i primi mesi del 2002 per la registrazione del terzo album, Songs for the Deaf. L'album fu pubblicato nell'agosto del 2002 e oltre a Grohl ospitò anche l'ex cantante degli Screaming Trees Mark Lanegan. Nonostante Songs for the Deaf avesse avuto molto successo, Dave Grohl tornò ai suoi progetti con i Foo Fighters, facendo solo qualche apparizione durante i festival. Allora si unì a loro l'ex batterista dei Danzig, Joey Castillo, dapprima per coprire il posto vacante durante le date europee del tour, e successivamente per rimanere in pianta stabile.
Sebbene stessero ottenendo un alto grado di popolarità, durante il Rock am Ring del 2001 la band eseguì, come disse successivamente lo stesso Homme, la peggiore esibizione mai fatta prima, e questo avvenne davanti ad un pubblico di 40.000 persone. Parte della band, per non dimenticare la figuraccia, decise di tatuarsi la scritta Freitag 4:15, che indicava il giorno e l'ora in cui fu tenuto il concerto.
La popolarità dell'album arrivò ai massimi livelli quando nel 2003 diventò disco d'oro, e i singoli No One Knows e Go with the Flow diventarono delle vere e proprie hit nelle radio e su MTV. Il successo continuava a crescere e la band era costantemente in tour. Quando trovavano un attimo libero dagli impegni sia con i Queens of the Stone Age che con gli altri progetti in cui erano impegnati, Homme ed Oliveri si dedicavano allo sviluppo del progetto Headband, che comprendeva anche il bassista degli A Perfect Circle Jeordie White (conosciuto anche come Twiggy Ramirez) e il leader degli Amen, Casey Chaos. Homme diede anche vita, insieme al suo amico Jesse Hughes, al gruppo garage rock Eagles of Death Metal, con il quale ha pubblicato nel 2004 l'album Peace, Love, Death Metal, nel quale Homme suonò la batteria.
Dopo una serie di concerti tenuti nel gennaio del 2004 in Australia, Nick Oliveri venne allontanato dalla band. Le cause ufficiali dell'allontanamento furono, come venne riferito, la mancanza di rispetto verso i fan del gruppo e l'eccessiva partecipazione ai party. Nel luglio del 2005, Josh Homme affermò in un'intervista alla BBC Radio 1 che lo allontanò quando si convinse che Oliveri era stato violento con la propria ragazza in occasione di una festa.

### Lullabies to ParalyzeeEra Vulgaris

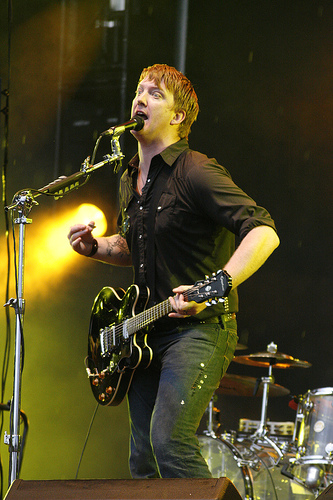
Josh Homme

Josh Homme, insieme al polistrumentista Alain Johannes, al chitarrista degli A Perfect Circle Troy Van Leeuwen e a Joey Castillo, registrò nel 2005 il quarto album della band, intitolato Lullabies to Paralyze, titolo tratto da Mosquito Song, ultimo brano del precedente Songs for the Deaf.
Nonostante la risposta negativa all'invito di Homme di rimanere a fare parte della band, Mark Lanegan registrò alcuni pezzi del nuovo album e apparve in tour con la band quando era programmata la sua presenza. Successivamente si fecero strada delle voci che volevano che lo stesso Lanegan fosse stato allontanato dalla band, voci che lo stesso Homme smentì, spiegando che la sua temporanea assenza nelle apparizioni dei Queens of the Stone Age dal vivo era dovuta al fatto che Lanegan stava facendo un tour per la promozione del suo nuovo album, Bubblegum.
Lullabies to Paralyze fu diffuso su internet nel febbraio del 2005, mentre la data ufficiale di pubblicazione negli Stati Uniti fu il 22 marzo dello stesso anno. L'album balzò al quinto posto delle classifiche di Billboard. Tra gli ospiti che compaiono su Lullabies to Paralyze, è presente anche Billy Gibbons degli ZZ Top.
Nell'autunno del 2005 il gruppo fece da supporto ai Nine Inch Nails durante il loro tour nel Nord America per la promozione dell'album With Teeth. Durante l'esibizione del 19 dicembre del 2005, il chitarrista dei Nine Inch Nails, Aaron North, si unì alla band ed eseguì con loro i pezzi Monsters in the Parasol e Long Slow Goodbye.
Sempre nel 2005, i Queens of the Stone Age realizzano il loro primo album dal vivo, Over the Years and Through the Woods, che viene pubblicato con allegato un DVD che comprende molto materiale live della band dal tour di Lullabies to Paralyze e altro materiale raro e di archivio dei Queens of the Stone Age.
Dopo otto anni di separazione, Josh Homme ritrovò l'ex cantante nei Kyuss, John Garcia durante il concerto che i Queens of the Stone Age tennero al Wiltern Theatre di Los Angeles. I due eseguirono durante il bis tre pezzi dei Kyuss, precisamente Thumb, Hurricane e Supa Scoopa and Mighty Scoop.
Nel mese di febbraio 2007, sul sito ufficiale, fu pubblicato il nome del quinto album in lavorazione, Era Vulgaris, completato agli inizi di aprile e pubblicato a giugno. Poco prima erano già stati estratti i singoli Sick, Sick, Sick e 3's & 7's. Nel 2008 uscì come singolo anche Make It Wit Chu. La lavorazione fu attuata da Homme, Van Leeuwen, Castillo e Alain Johannes. Per il tour promozionale si unirono anche il bassista Michael Shuman e il tastierista Dean Fertita, che successivamente al tour diverranno membri fissi della band.
Il 2 luglio 2008 Natasha Shneider morì di cancro, e il 16 agosto i Queens of the Stone Age si esibirono al Henry Fonda Theatre di Los Angeles per commemorare la sua scomparsa. Per l'esibizione parteciparono anche ospiti familiari della band, tra cui Jack Black, Alain Johannes, Jesse Hughes, Brody Dalle e PJ Harvey.
Intanto alcuni membri iniziarono a partecipare a progetti esterni alla band: Josh Homme fondò con Dave Grohl alla batteria e John Paul Jones al basso i Them Crooked Vultures; Troy Van Leeuwen e Serrina Sims formarono i Sweethead, mentre Dean Fertita pubblicò due album coi The Dead Weather di Jack White.

### Da...Like Clockworkad oggi
Nel 2010 fu pubblicata una seconda edizione dell'album Rated R e nel 2011 quella del loro primo album, in cui vennero aggiunti dei brani appartenenti ad alcuni loro EP e LP. Homme è stato inoltre impegnato in numerose altre collaborazioni, tra le tante comparve in un live insieme ai Florence and the Machine per MTV Unplugged e nel finale del video di Freedom at 21 di Jack White.
Il 4 giugno 2013 la band pubblica ...Like Clockwork. L'album vede il ritorno di Dave Grohl alla batteria in cinque tracce, tra cui My God is the Sun, primo singolo estratto, e la partecipazione di ospiti come l'ex bassista Nick Oliveri, Trent Reznor dei Nine Inch Nails, Elton John, Mark Lanegan degli Screaming Trees, Jake Shears (Scissor Sisters) e Alex Turner degli Arctic Monkeys.
Il 14 giugno 2017 il gruppo annuncia Villains, settimo album in studio, prodotto da Mark Ronson che è uscito il 25 agosto 2017 per l'etichetta Matador Records; il giorno seguente viene pubblicato The Way You Used to Do, primo singolo estratto dall'album.

## Formazione

### Formazione attuale
- Josh Homme – voce, chitarra, basso (1996-presente)
- Troy Van Leeuwen – chitarra, lap steel, basso, percussioni, cori (2002-presente)
- Michael Shuman – basso, cori, sintetizzatore (2007-presente)
- Dean Fertita – tastiera, chitarra, cori (2007-presente)
- Jon Theodore – batteria (2013-presente)

### Ex componenti
Voce
- Mark Lanegan – voce (2000-2005)

Chitarra
- John McBain – chitarra (1997-1998)
- David Catching – chitarra, lap steel, tastiera, cori (1998-2000)
- Brendon McNichol – chitarra, lap steel, tastiera, cori (2000-2002)

Basso
- Mike Johnson – basso (1996-1998)
- Van "The Kid" Conner – basso (1998)
- Nick Oliveri – basso, voce (1998-2004)
- Dan Druff – basso, chitarra (2004-2005)
- Alain Johannes – basso, chitarra (2005-2006)

Batteria
- Matt Cameron – batteria (1996-1997)
- Alfredo Hernandez – batteria (1997-1999)
- Gene Trautmann – batteria (1999-2001)
- Dave Grohl – batteria (2001-2002, 2012-2013)
- Joey Castillo – batteria (2002-2012)

Tastiere
- Natasha Shneider – tastiera, voce (2004-2006)

Turnisti
- Mario Lalli – chitarra, lap steel, tastiera, cori (1999)

## Discografia

### Album in studio
- 1998 – Queens of the Stone Age
- 2000 – Rated R
- 2002 – Songs for the Deaf
- 2005 – Lullabies to Paralyze
- 2007 – Era Vulgaris
- 2013 – ...Like Clockwork
- 2017 – Villains
- 2023 – In Times New Roman...

### Album dal vivo
- 2005 – Over the Years and Through the Woods

### EP
- 1996 – Gamma Ray (come Gamma Ray)
- 1997 – Kyuss/Queens of the Stone Age (split con i Kyuss)
- 1998 – Queens of the Stone Age/Beaver (split con i Beaver)
- 2004 – Stone Age Complication
- 2013 – iTunes Festival: London 2013
- 2013 – ...Like Cologne
- 2025 – Alive in the Catacombs

### Singoli
- 1999 – If Only
- 2000 – The Lost Art of Keeping a Secret
- 2000 – Feel Good Hit of the Summer
- 2000 – Monsters in the Parasol
- 2002 – No One Knows
- 2003 – Go with the Flow
- 2003 – First It Giveth
- 2005 – Little Sister
- 2005 – In My Head
- 2006 – Burn the Witch
- 2007 – 3's & 7's
- 2007 – Sick, Sick, Sick
- 2007 – Make It Wit Chu
- 2013 – My God Is the Sun
- 2013 – I Sat by the Ocean
- 2013 – If I Had a Tail
- 2013 – The Vampyre of Time and Memory
- 2013 – Smooth Sailing
- 2017 – The Way You Used to Do
- 2023 – Emotion Sickness
- 2023 – Carnavoyeur
- 2023 – Paper Machete
- 2023 – Negative Space